# Anthonie Cornelis Oudemans

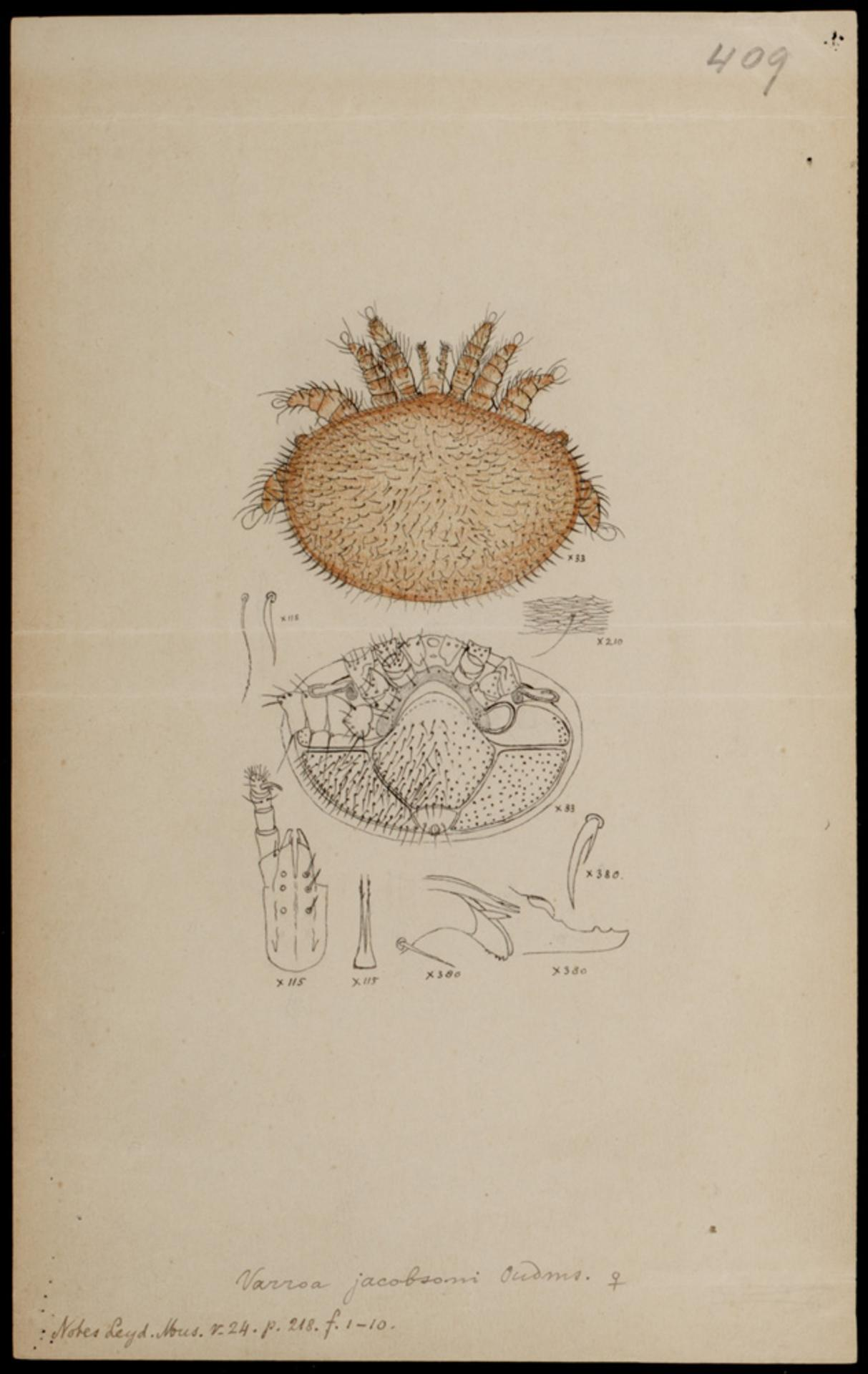
Varroa jacobsoni Oudemans 1904, Zeichnung von Oudemans, aus Sammlung Oudemans.

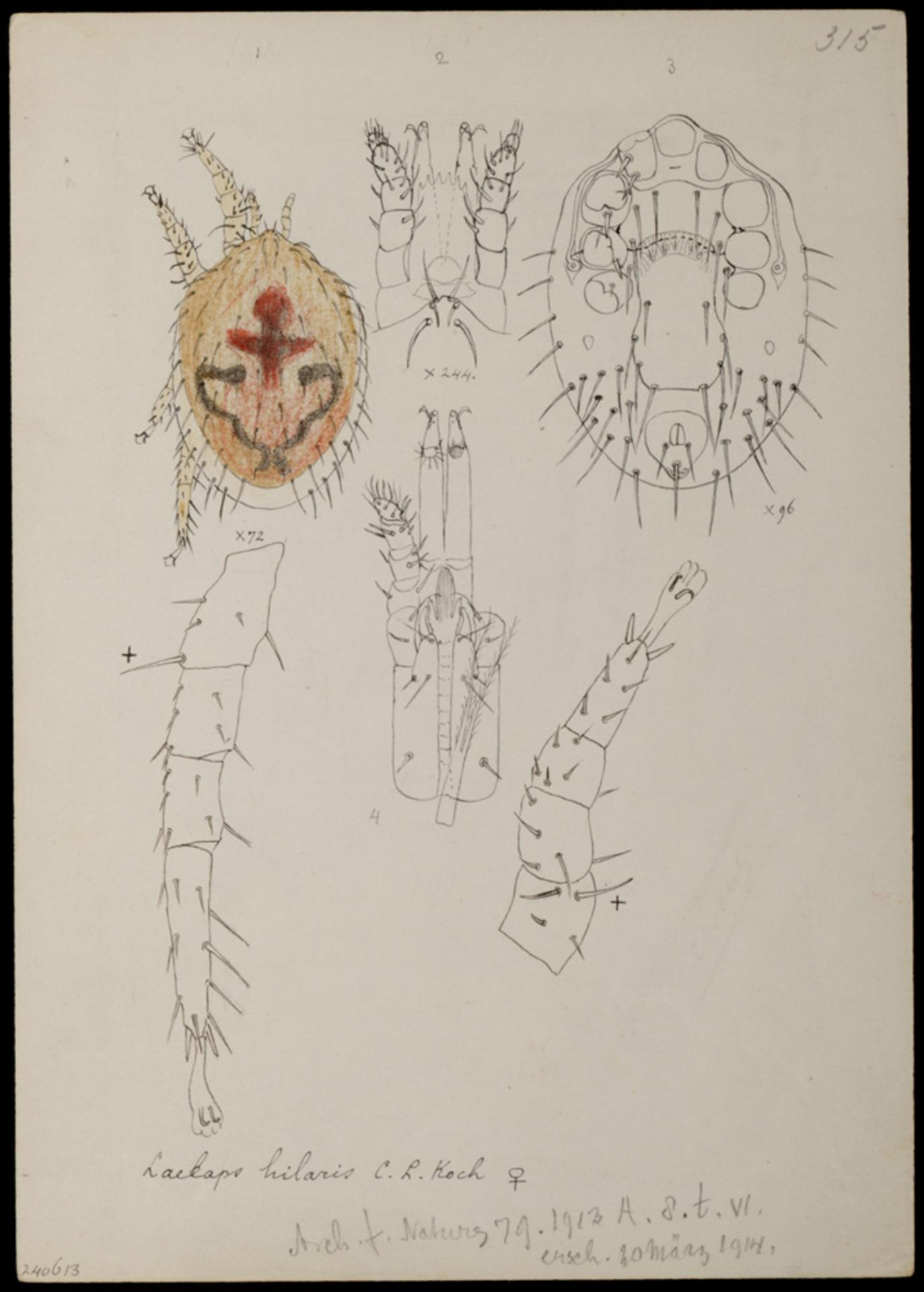
Weibliche Milbe Laelaps hilaris Koch, Zeichnung von Oudemans, aus Sammlung Oudemans.

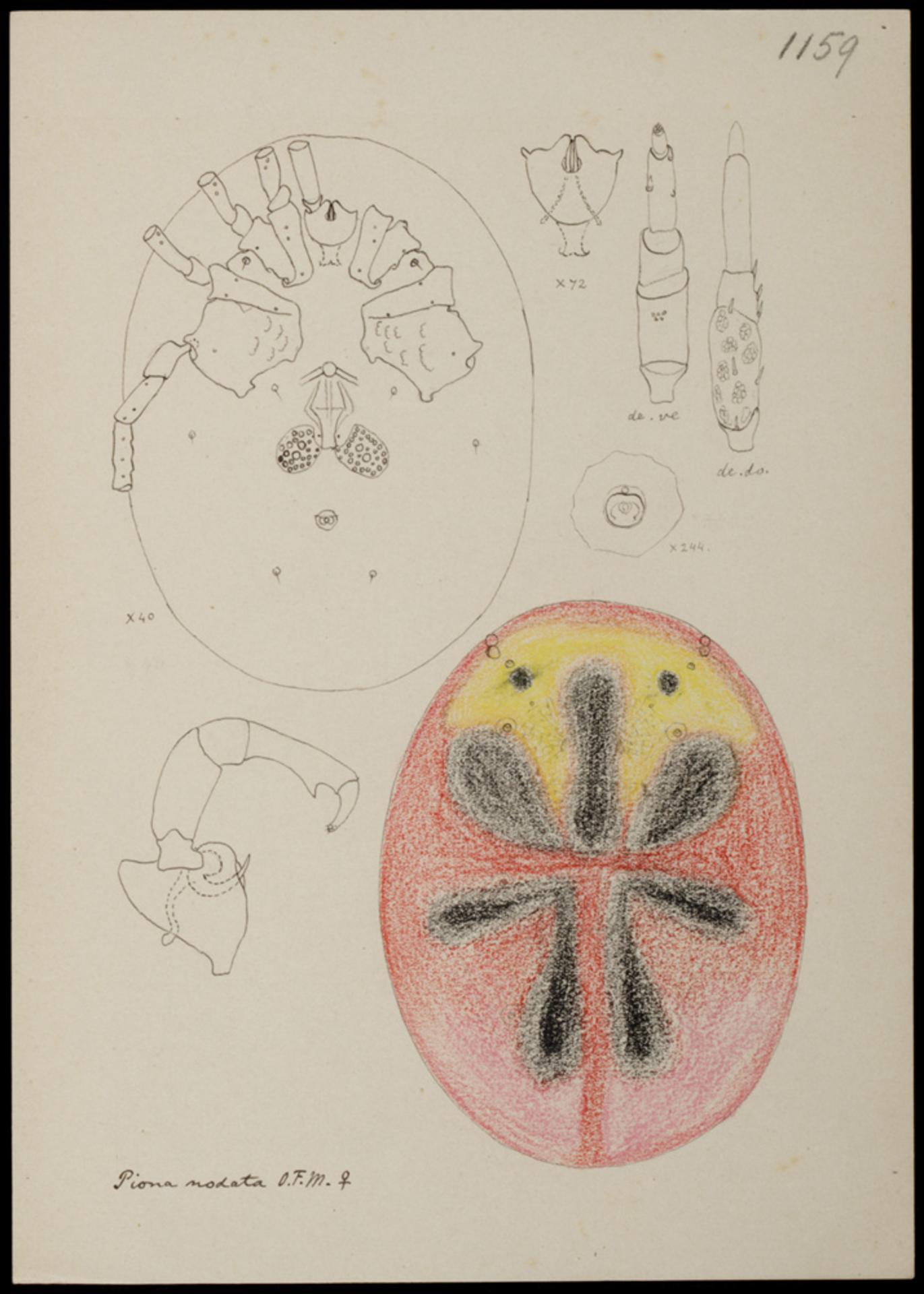
Weibliche Süßwassermilbe Piona nodata O.F. Müller, aus Sammlung Oudemans.

Anthonie (Antoon) Cornelis Oudemans Jzn. (* 12. November 1858 in Batavia (heute: Jakarta); † 14. Januar 1943 in Arnhem) war ein niederländischer Zoologe und Begründer der Kryptozoologie mit dem Autorennamen Oudemans,
früher auch mit dem Autorenkürzel Oudms.

## Leben
Geboren wurde Oudemans in Batavia (Niederländisch-Indien), das heute Jakarta heißt, als Sohn des niederländischen Astronomen Jean Abraham Chrétien Oudemans und als Enkel des niederländischen Lehrers, Poeten und Philosophen Anthonie Cornelis Oudemans (1798–1874), nach dem er auch benannt wurde.
Seine Onkel waren der Botaniker und Mykologe Corneille Antoine Jean Abraham Oudemans (1825–1906), später als Cornelis Antonie Jan Abraham Oudemans bekannt, mit dem Autorenkürzel Oudem und der Chemiker, Hochschuldirektor und Mitherausgeber einer Fachzeitschrift Antoine Corneille Oudemans (1831–1895).
Sein Neffe war der niederländische Entomologe Johannes Theodorus Oudemans (1862–1934) u. a. Präsident der Niederländischen Entomologischen Vereinigung (Nederlandse Entomologische Vereniging).
Er benutzte zur besseren Unterscheidung seiner Person von namensgleichen/-ähnlichen Familienmitgliedern das patronyme Kürzel „Jzn“ (für Jeanzoon, zu deutsch: Sohn von Jean) in seinen Publikationen.
Er heiratete am 12. Mai 1887 in Zutphen Frau Helena Johanna van de Velde (* 22. März 1852 in Zutphen; † 1. Juni 1918 in Arnhem).
Nach ihrem Tod ging er am 19. August 1919 in Arnhem seine zweite Ehe mit Aletta Amelia Louise Pilgrim (* 10. Oktober 1869 in Arnhem; † 30. September 1920 in Renkum) ein, die bereits nach 14 Monaten verstarb.
Beide Ehen blieben kinderlos.
Danach lebte er 22 Jahre mit der unverheirateten Erdkundelehrerin J. B. Bruyn zusammen, die ihm die Haushaltsführung abnahm, wodurch er weiterhin wissenschaftlich forschen und publizieren konnte.
In der Freizeit und als Pensionär veröffentlichte er etliche Artikel und Bücher mit Schwerpunkt Acarologie und Kryptozoologie.
Seine Dissertation von 1885 schrieb er über Schnurwürmer.
Im Jahr 1886 wurde er Direktor der Zoölogisch-Botanisch Genootschap te 's-Gravenhage und war damit Direktor des Den Haager zoologischen Gartens De Haagse Dierentuin.
Er war der letzte wissenschaftlich vorgebildete Direktor des Zoos.
Durch seine Forschungsarbeit zu Berichten über Riesenseeschlangen, die bis dahin nur als Seemannsgarn betrachtet wurden, litt sein Ruf als ernsthafter Wissenschaftler.
Wegen Meinungsverschiedenheiten verließ er den Posten und wurde 1895 Biologielehrer an einem Gymnasium der friesischen Stadt Sneek.
Schon im Jahr darauf, 1896, wurde er Lehrer an einer Hogereburgerschool in Arnhem, an der er selber als Schüler lernte, und verließ sie mit der Pensionierung 1927.
Einer seiner Schüler im Fach Naturgeschichte war der spätere Zeichner Maurits Cornelis Escher, auf dessen Sympathie er zählen konnte.
Oudemans gelang die Entdeckung, Sortierung und Erstbeschreibung von 194 Gattungen der Milben, 731 Arten von Milben und weiteren zoologischen Taxa, beispielsweise die Gattung Varroa Oudemans, 1904, die Milbe Varroa jacobsoni Oudemans, 1904, mit der die invasive Varroamilbe lange Zeit verwechselt wurde, und der Schopfmangabe Lophocebus aterrimus (Oudemans, 1890) (Synonym: Cercopithecus aterrimus Oudemans, 1890).
Oudemans veröffentlichte 584 Publikationen auf Niederländisch, Englisch, Deutsch und Französisch.
Er erforschte ausgiebig die Milben (Acari), zu denen er 322 Publikationen schrieb und eine große Sammlung von Präparaten nebst selbst gezeichneten Illustrationen anlegte.
Die längste Artikelserie umfasste etwa 110 Artikel, erschienen in Entomologische Berichten.
Ab 1926 veröffentlichte er ein mehrbändiges circa 5.000 Seiten umfassendes Werk zur kritischen Betrachtung der Quellen und wissenschaftlichen Beschreibungen zu Milben von 850 v. Chr. bis 1850.
Bis er nicht mehr schreiben konnte, arbeitete er am unveröffentlichten vierten Teil der Reihe und verfasste Artikel mit neuen Erkenntnissen zu Milben.
Des Weiteren forschte er zu Tieren, über die es wenig Informationen oder nur Augenzeugenberichte fachfremder Personen gab.
Dazu bewegte er sich auf dem Gebiet der heutigen Kryptozoologie und wird als Begründer oder Mitbegründer dieses Forschungszweiges gesehen.
1892 erschien seine auf Englisch verfasste Publikation The Great Sea Serpent, eine wissenschaftliche Studie zu den Berichten über Sichtungen von Riesenseeschlangen in allen Ozeanen.
Oudemans schloss, dass solche Lebewesen möglicherweise eine bislang unbekannte längliche Robbe wären, für die er den Namen Megophias megophias verwendete.
Die Rezeption dieser Idee in der Wissenschaft beschrieb die Londoner The Times als respektvoll, aber kalt.
Diese Veröffentlichung schadete der Reputation der Zoologisch-Botanischen Gesellschaft von Den Haag und dem zoologischen Garten, denen er als Direktor vorstand,
und schadete auch seiner wissenschaftlichen Karriere.
Später wies der 'Vater der Kryptozoologie' Bernard Heuvelmans darauf hin, dass das Buch The Great Sea Serpent die Wurzel des akademischen Forschungsgebietes Kryptozoologie gewesen sei.
Mit dem 1917 publizierten Buch Dodo-studiën gelang ihm eine ausführliche Zusammenfassung der Quellen und Berichte über den im 17. Jahrhundert ausgestorbenen Dodo, die er auch kommentierte.
Im Jahr 1933 veröffentlichte er ein dünnes Buch über das Ungeheuer von Loch Ness.
Darin vermutete er, dass das damals neuerlich beobachtete Wesen eine verwandte Art der mysteriösen Seeschlange Megophias megophias sei.
Er war Mitglied der Nederlandsche Phytopathologische Vereeniging (deutsch: Niederländische Phytopathologische Gesellschaft), heute bekannt als Koninklijke Nederlandse Plantenziektekundige Vereniging (KNPV, deutsch: Königlich Niederländische Pflanzenpathologische Gesellschaft).
Im Jahr 1942 bot er dem Rijksmuseum van Natuurlijke Historie (Vorläufer von Museum Naturalis) seine bedeutende Sammlung von Milben (Acari) an.
Die Sammlung umfasst 5981 Objektträger, auf denen 1316 Arten festgehalten sind.
Nach seinem Tod im Jahr 1943 vererbte er dem Museum auch alle seine Zeichnungen zu Milben.

## Werke (Auswahl)
- Kritisch Historisch Overzicht der Acarologie : Eerste gedeelte : 850 v. Chr. – 1758. Brill, Leiden 1926, 500 Seiten[1][2][20]
- Kritisch Historisch Overzicht der Acarologie : Tweede gedeelte : 1759–1804. Brill, Leiden 1929, 1097 Seiten[1][2][21]
- Kritisch Historisch Overzicht der Acarologie : Derde gedeelte : 1805–1850. Bände A–G, Brill, Leiden 1936–1937, 3381 Seiten[1][2][22][23][24][5][25][26]

## Namensverwechselungen
Die Namensverwechselungen ergeben sich häufig durch die in Bibliotheken und Referenzlisten üblichen Abkürzungen der Namen. In der Familie Oudemans gab es spezielle Regeln zur Abkürzung der Vornamen.
| Abkürzung            | Abk. in Referenzen  | Name                                       |
| -------------------- | ------------------- | ------------------------------------------ |
| A. C. Oudemans       | Oudemans, A.C.      | Anthonie Cornelis Oudemans (1798–1874)     |
| A. C. Oudemans Jr.   | Oudemans, A.C. jr.  | Antoine Corneille Oudemans (1831–1895)     |
| A. C. Oudemans, Jzn. | Oudemans, A.C. Jzn. | Anthonie Cornelis Oudemans (1858–1943)     |
| J. A. C. Oudemans    | Oudemans, J.A.C.    | Jean Abraham Chrétien Oudemans (1827–1906) |
| C. A. Oudemans       | Oudemans, C.A.      | Cornelis Antonie Oudemans (1890–1958)      |